# Аймен Сліті
Аймен Сліті (нід. Aymen Sliti; нар. 24 березня 2006, Генгело) — нідерландський футболіст, вінгер клубу «Феєнорд».

## Клубна кар'єра
Виступав за юнацьку команду «Тубантія», звідки 2015 року перейшов до системи клубу «Твенте». 2020 року приєднався до академії «Феєнорда», з яким у січні 2021 року уклав трирічний контракт. 14 вересня 2023 року продовжив контракт з клубом до 2026 року.
11 березня 2025 року дебютував в основному складі «Феєнорда» в матчі Ліги чемпіонів УЄФА проти італійського «Інтернаціонале». 16 березня в поєдинку проти «Твенте» дебютував в Ередивізі. В тій ж грі забив свій перший гол у професіональній кар'єрі.

## Кар'єра в збірній
Народився у Нідерландах та має туніське походження. Виступав за збірні Нідерландів до 16, до 17, до 18 і до 19 років.
В травні 2025 року потрапив в заявку збірної до 19 років на юнацький чемпіонат Європи в Румунії. На турнірі провів чотири матчі, відзначившись мʼячем проти збірної Румунії, а його команда вперше в історії стала переможцем чемпіонату Європи в цій віковій категорії.

## Статистика виступів
Станом на 18 травня 2025 
| Клуб              | Сезон             | Чемпіонат         | Чемпіонат | Чемпіонат | Кубок | Кубок | Єврокубки | Єврокубки | Інші  | Інші | Всього | Всього |
| Клуб              | Сезон             | Дивізіон          | Матчі     | Голи      | Матчі | Голи  | Матчі     | Голи      | Матчі | Голи | Матчі  | Голи   |
| ----------------- | ----------------- | ----------------- | --------- | --------- | ----- | ----- | --------- | --------- | ----- | ---- | ------ | ------ |
| Феєнорд           | 2024–25           | Ередивізі         | 4         | 1         | —     | —     | 1         | 0         | —     | —    | 5      | 1      |
| Всього за кар'єру | Всього за кар'єру | Всього за кар'єру | 4         | 1         | 0     | 0     | 1         | 0         | 0     | 0    | 5      | 1      |

1. ↑  Матчі Лізі чемпіонів УЄФА

## Досягнення
Збірна Нідерландів (до 19)
- Переможець юнацького чемпіонату Європи (до 19 років): 2025[14]